# Radwanice (Ostrawa)
Radwanice (cz. Radvanice, niem. Radwanitz) – jedna z 37 części miasta statutarnego Ostrawy, stolicy kraju morawsko-śląskiego, we wschodnich Czechach, tworzy północną część obwodu miejskiego Radwanice i Bartowice we wschodniej części miasta, w historycznych granicach Śląska Cieszyńskiego. Jest to także jedna z 39 gmin katastralnych o powierzchni 813,8278 ha. Populacja w 2001 wynosiła 4728 osób, zaś w 2012 odnotowano 1249 adresów.

## Demografia[2]
| Rok             | 1869 | 1880 | 1890 | 1900 | 1910 | 1921 | 1930 | 1950 | 1961 | 1970 | 1980 | 1991 | 2001 |
| --------------- | ---- | ---- | ---- | ---- | ---- | ---- | ---- | ---- | ---- | ---- | ---- | ---- | ---- |
| Liczba ludności | 1528 | 1755 | 2337 | 4885 | 7139 | 7095 | 8136 | 9069 | 7613 | 5862 | 4915 | 4279 | 4728 |

## Historia
Miejscowość po raz pierwszy wzmiankowana została w łacińskim dokumencie Liber fundationis episcopatus Vratislaviensis (pol. Księga uposażeń biskupstwa wrocławskiego), spisanej za czasów biskupa Henryka z Wierzbna ok. 1305 w szeregu wsi zobowiązanych do płacenia dziesięciny biskupstwu we Wrocławiu, w postaci item in Radwanowitz. Zapis ten (brak określenia liczby łanów, z których będzie płacony podatek) wskazuje, że wieś była w początkowej fazie powstawania (na tzw. surowym korzeniu), co wiąże się z przeprowadzaną pod koniec XIII wieku na terytorium późniejszego Górnego Śląska wielką akcją osadniczą (tzw. łanowo-czynszową). Wieś politycznie znajdowała się wówczas w granicach utworzonego w 1290 piastowskiego (polskiego) księstwa cieszyńskiego, będącego od 1327 lennem Królestwa Czech, a od 1526 roku w wyniku objęcia tronu czeskiego przez Habsburgów wraz z regionem aż do 1918 roku w monarchii Habsburgów (potocznie Austrii).
Aż do połowy XVII wieku pozostawały częścią tzw. państwa polskoostrawskiego. Wtedy to mniejszą część Radwanowic i Bartowice zakupił od Bogusława Sedlnickiego Jan Skrbenski z Hřiště i na Šenově (Szonowie). Jego syn Jan Jarosław Skrbenski złączył tę część miejscowości, Bartowice i nowo założoną osadę Lipinę w samodzielne państwo z siedzibą w pałacu w Bartowicach. Te państwo w 1738 przyłączono do szonowskiego. Następnie Skrbeńscy podzielili swe państwo na szonowskie i kończyckie; dział Radwanic z Lipiną przypadło Kończycom.
Część Radwanic wraz z Lipiną około lat 20. XIX wieku się usamodzielniło i stworzyły własne państewko feudalne, kolejno rządzone przez kilku właścicieli do 1850 roku, kiedy to Teresa Kneissel podzieliła je na dwie części. Pierwszą sprzedała Józefowi i Karolinie Neumann, drugi hrabiom Wilczkom z Polskiej Ostrawy. Według nowego prawa z 1849 połączono Radwanice z osadamia Podlesie, Lipina i Krivec w jedną gminę o nazwie Radwanice. Pod koniec XIX w. wieś położona w powiecie frysztackim.
Węgiel na terenie gminy odnaleziono w 1896. Komercyjne wydobycie rozpoczęło się jednak dopiero w roku 1912, gdy skończono budowę kopalni Ludwik. W miejscowości rozwinął się również przemysł alkoholowy. Miejscowy browar założyli w 1858 Neumannowie, jednak w dobie kryzysu gospodarczego doszło do jego zamknięcia w 1937. W 1863 Leopold Neumann założył destylarnię etanolu, która wytwarzała również ocet i likiery i oparła się kryzysowi gospodarczemu lat 30.
Pierwsza kolonia robotnicza powstała w latach 1850-1870, przezwana starą po wybudowaniu nowej Kamčatki w 1921, w latach 1882-1909 wybudowano kolonię Pod kaplí (zwaną też Lipińską kolonią), a w 1925 Nad kaplí, z kolei w latach 1900-1910 powstała kolonia Trnkovec.
Dzieci z Radwanic i Lipiny uczęszczały najpierw do szkoły w Polskiej Ostrawie, lecz od 1868 roku posiadały już własną czeską szkołę gminną w Radwanicach. Kolejna szkoła powstała w Lipinach w 1907 roku, szkoła miejska zaś w 1927. Polską szkołę dla dzieci imigrantów z Galicji otwarto w 1909 roku, a w pierwszym roku naukę w niej podjęło 67 dzieci. Została zamknięta w 1920 przez władze czechosłowackie.
W administracji kościelnej Radwanice należały do rzymskokatolickiej parafii polskoostrawskiej do 1906 roku. Powstała w tym roku miejscowa parafia zaopiekowała się miejscowym cmentarzem z 1898 i kościołem pw. Niepokalanego Poczęcia Panny Marii z 1907 roku. Ewangelicy mieli swój cmentarz od 1906 roku.

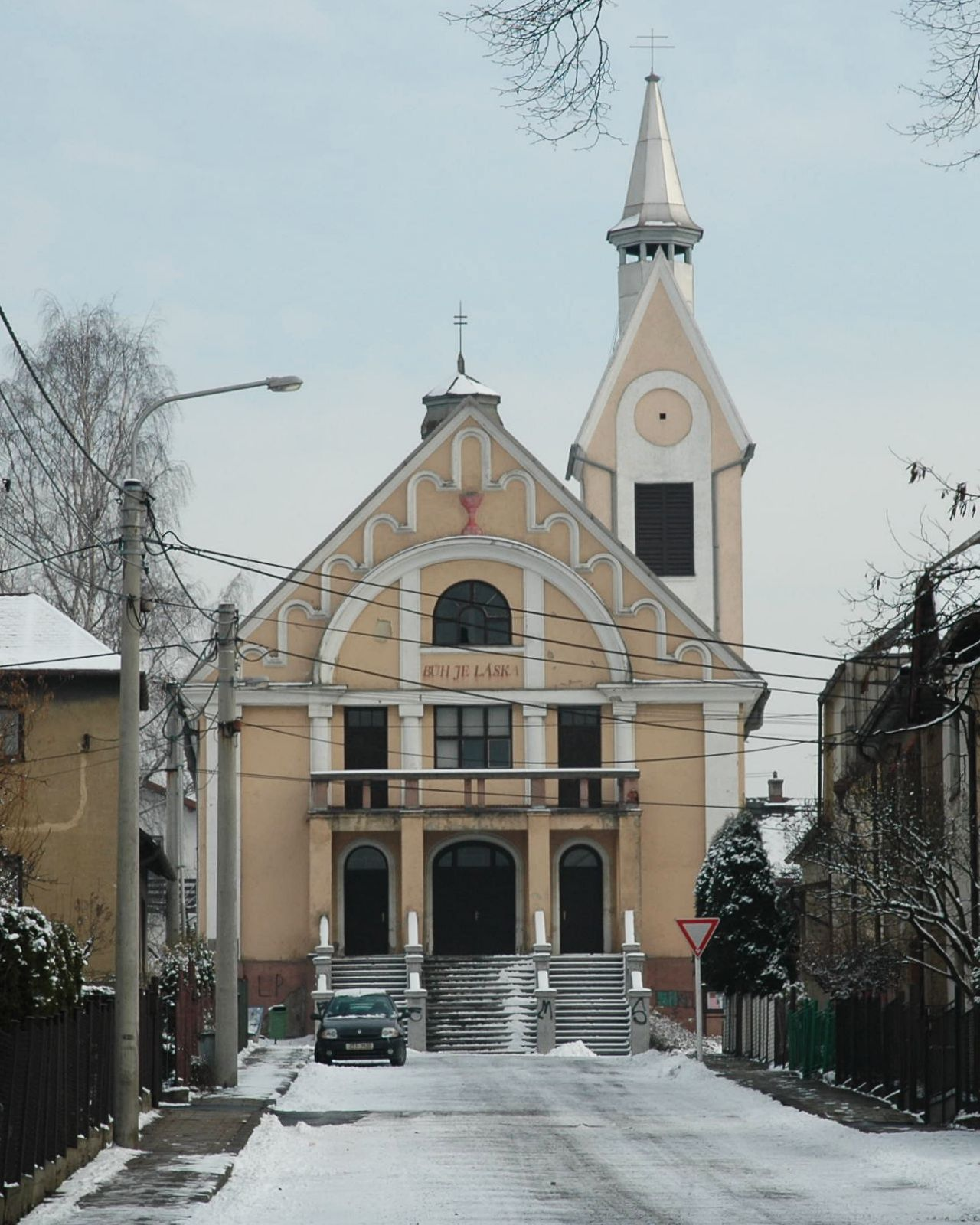
Kościół husycki w Radwanicach

Według austriackiego spisu ludności z 1900 w 283 budynkach w Radwanicach (wraz z Lipiną) na obszarze 590 hektarów mieszkało 4885 osób, co dawało gęstość zaludnienia równą 828 os./km². z tego 4597 (94,1%) mieszkańców było katolikami, 194 (4%) ewangelikami a 93 (1,9%) żydami, 1 osoba była innego wyznania, 3722 (76,2%) było czesko-, 994 (20,3%) polsko- a 112 (2,3%) polskojęzycznymi. Do 1910 roku liczba budynków wzrosła do 364 a mieszkańców do 7139, z czego 7096 zameldowanych było na stałe, 6595 (92,4%) było katolikami, 388 (5,4%) protestantami, 113 (1,6%) żydami, 43 (0,6%) było innego wyznania lub religii, 5772 (80,9%) było czesko-, 1202 (16,8%) polsko-, 116 (1,6%) niemieckojęzycznymi a 6 (0,1%) posługiwało się jeszcze innym językiem.

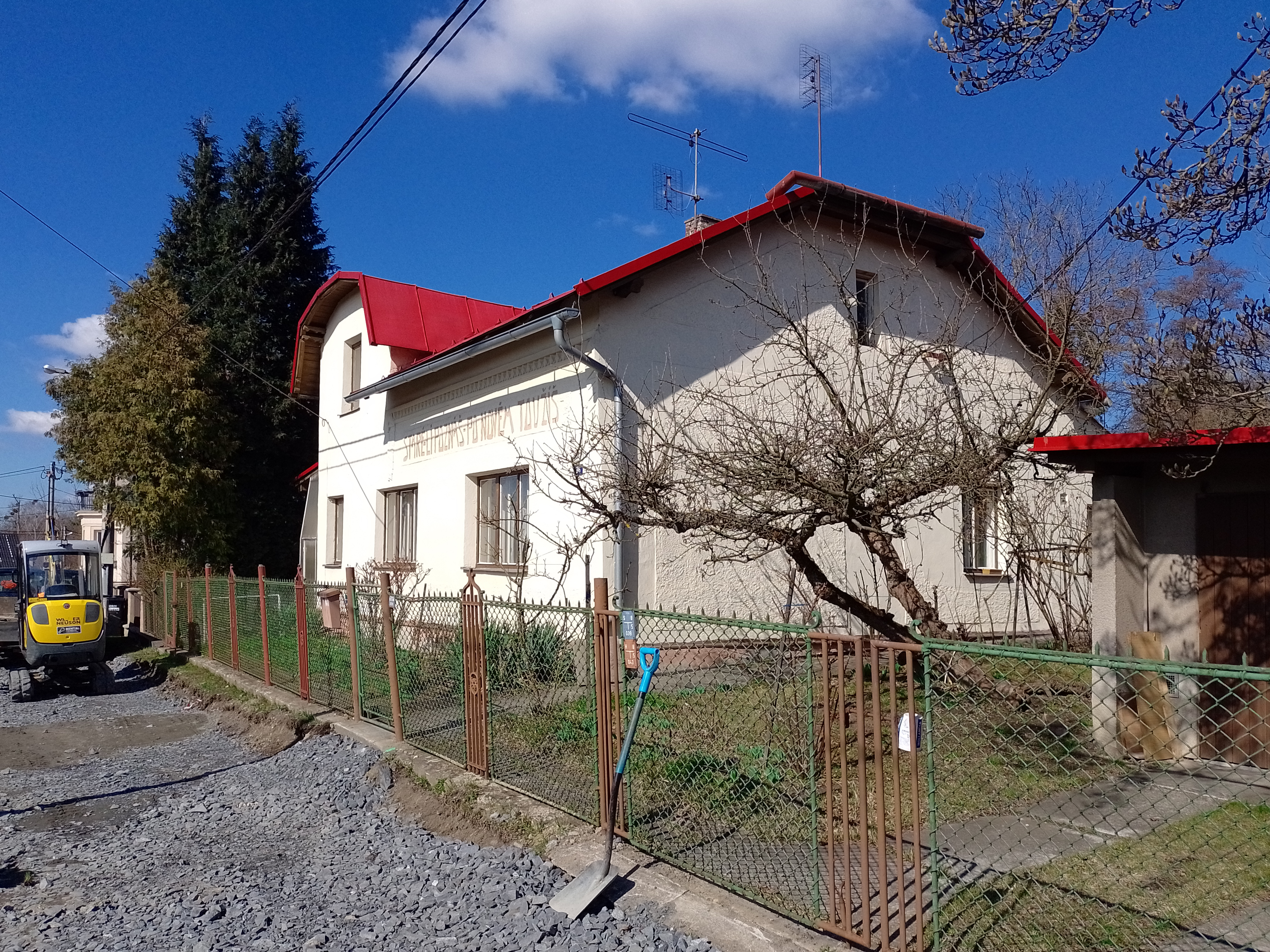
Dawna siedziba bractwa spirytystów

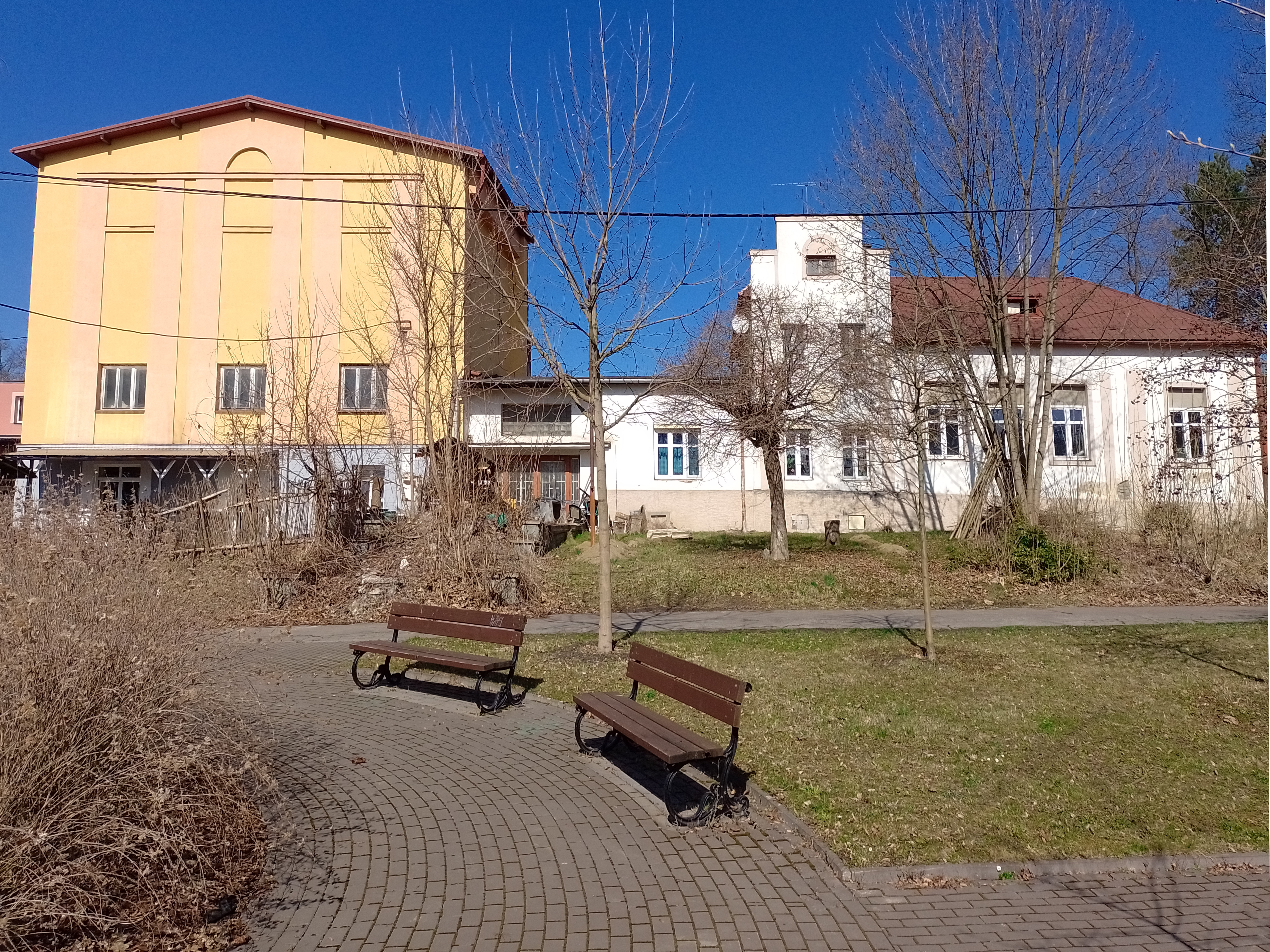
Dawny dom społeczny spirytystów

Po I wojnie światowej miejscowość znalazła się w granicach Czechosłowacji. 15 stycznia 1920 roku ustanowiono tu pierwszą w tym kraju parafię Czechosłowackiego Kościoła Husyckiego, a od końca 1922 Radwanice były siedzibą ostrawskiej diecezji, pod wodzą biskupa Ferdinanda Stibora. W 1925 husyci wybudowali tu własny dom modlitwy. Silny wpływ miał tutaj również spirytyzm. W 1914 powstało Braterstwo śląskich spirytystów. Od 1920 wydawali oni miesięcznik Spiritistická revue a od 1938 Československou revui psychickou. Spirytyści byli również właścicielami modernistycznego domu społecznego z największą w gminie salą.
W 1910 w Radwanicach powstał pierwszy śląski związek Esperantystów, który w latach 30. XX wieku wydawał własne czasopismo.
Radwanice przyłączono do Morawskiej Ostrawy l lipca 1941 roku.